# Sammy Sosa
Samuel Kelvin Peralta Sosa  (San Pedro de Macorís; 12 de noviembre de 1968), más conocido como Sammy Sosa, es un exjugador de béisbol dominicano que se desempeñaba como jardinero derecho (right fielder) y que jugó en las Grandes Ligas de Béisbol (MLB), desarrolló la mayor parte de su carrera con los Chicago Cubs.
La carrera de Sosa en las ligas mayores inició con los Rangers de Texas en 1989, siendo firmado por estos como amateur en 1985. Después de una temporada con los Chicago White Sox, Sosa se convirtió en miembro de los Chicago Cubs en 1992 y posteriormente se convirtió en uno de los mejores bateadores de la liga. 
En 1993, Sosa fue el primer dominicano en entrar en el llamado Club 30-30 (jugadores que conectan 30 jonrones y 30 bases robadas en una temporada), cuando conectó 33 jonrones y se estafó 36 bases para los Cachorros de Chicago. En 1995 repitió con 36 jonrones y 34 estafas.
En 1998, Sosa y Mark McGwire alcanzaron fama internacional por su destreza en dar jonrones de alto impacto en la búsqueda de superar el récord de Roger Maris de 61 jonrones en una temporada. Sin embargo, siendo uno de los íconos deportivos de la ciudad de Chicago, cayó en desgracia luego de haber sido descubierto utilizando un bate con corcho en un juego de 2003 y más tarde cuando dejó el equipo durante el partido final de la temporada 2004. Sosa terminó su carrera con breves intervenciones con los Orioles de Baltimore y los Rangers de Texas. Con los Rangers, Sosa bateó su jonrón número 600 para convertirse en el quinto jugador en la historia de Grandes Ligas en llegar a la hazaña. También es el líder de jonrones de todos los tiempos entre los jugadores de Grandes Ligas nacidos fuera de Estados Unidos. Por otra parte, Sosa es uno de los dos únicos jugadores de la Liga Nacional en llegar a 160 carreras impulsadas, hazaña que conquistó en 2001. El otro jugador de los Cachorros y campeón de carreras impulsadas fue Hack Wilson en 1930, temporada en la que bateó para 191 carreras impulsadas. Sosa es el único jugador en haber conectado 60 o más jonrones en una temporada en tres ocasiones.
Sosa ha sido durante mucho tiempo tema de especulación sobre las sospechas de uso de esteroides anabólicos durante su carrera como jugador. El 16 de junio de 2009, The New York Times informó que Sosa fue uno de los jugadores que dieron positivo a una prueba de drogas que mejoran el rendimiento realizada, discretamente, en el año 2003.

## Primeros años
Sosa nació en Consuelo, un municipio de la provincia,
el 12 de noviembre del año 1968 (edad 55 años)
San Pedro de Macorís en la República Dominicana. A pesar de que su lugar de nacimiento oficialmente está registrado como San Pedro de Macorís, Sosa nació en realidad en Consuelo.
De una familia muy pobre, Sosa se conoce en el entorno familiar y de amigos como "Mikey". Es hijo de Mireya Sosa y  Juan Montero Sosa, quien falleció de aneurisma cerebral cuando Sammy tenía siete años de edad. Su abuela materna, que había sugerido que su nombre de nacimiento fuera Samuel, también se le ocurrió su apodo: "Oyó el nombre de una telenovela que le gustaba y decidió desde ese momento que él sería llamado también Mikey."

## Carrera

### Texas Rangers y Chicago White Sox (1989-1991)
Sosa hizo su debut en Grandes Ligas el 16 de junio de 1989, con los Rangers de Texas, y le bateó su primer jonrón a Roger Clemens. Más adelante en la temporada, los Rangers  negociaron a Sammy con los Medias Blancas de Chicago. Jugó dos temporadas con los Medias Blancas y fue traspasado, junto con el lanzador Ken Patterson, de los Cachorros de Chicago por el jardinero George Bell antes de la temporada de 1992.

### Chicago Cubs (1992-2004)
Después de años como un prospecto respetado con un brazo rápido en el jardín derecho, que surgió durante el 1998 como uno de los más grandes del béisbol. Fue en esta época que tanto Sosa como Mark McGwire participaron en el "1998 Major League Baseball home run record chase (Persecución del récord de jonrones de 1998 en las Grandes Ligas de Béisbol)", cuando la destreza de ambos jugadores para pegar jonrones atrajo la atención internacional al tratar de romper la marca de Roger Maris de 61 jonrones que había permanecido desde 1961. Sosa terminó la temporada con 66 (sigue siendo un récord del equipo), detrás de McGwire con 70. Sin embargo, Sammy se había convertido en el primer gran bateador de las Grandes Ligas en batear 65 jonrones en una temporada. Más tarde, McGwire lo superó al final de la temporada para convertirse en el primero que conecta 70. Fue durante esa temporada, que el locutor de los Cachorros Chip Caray lo apodó "Slammin' Sammy", apodo que se extendió rápidamente.

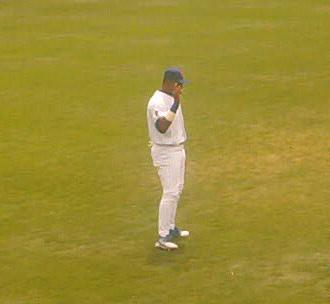
Sosa jugando como defensa de los Cachorros en 1998

También en 1998, las 416 bases totales de Sosa fueron la mayor cantidad en una sola temporada desde que Stan Musial hizo 429 en 1948. el desempeño de Sosa en el mes de junio, durante el cual Sosa pegó 20 jonrones, empujó 47 carreras, y registró un porcentaje de slugging de.842, fue uno de los mayores arrebatos ofensivos en la historia de las Grandes Ligas. Sosa ganó como Jugador Más Valioso la Liga Nacional liderando a los Cachorros en los playoffs de 1998, ganando cada voto en primer lugar, excepto los dos de los escritores en St. Louis, que votaron a favor de McGwire. Él y McGwire compartieron el premio Sportsman of the Year (Deportista del Año) de la revista Sports Illustrated en 1998. Sosa fue honrado con un desfile triunfal en su honor en Nueva York, y fue invitado por el presidente Bill Clinton al Discurso del Estado de la Unión en 1999. El año 1998 fue también la primera vez que los Cachorros fueron a postemporada desde 1989. Los Cachorros calificaron como el equipo de la Liga Nacional en el Wild Card, pero fueron barridos por los Bravos de Atlanta en la Serie Divisional.
En la temporada de 1999, Sosa bateó 63 jonrones, una vez más detrás de Mark McGwire quien bateó 65. En la temporada del 2000, Sammy finalmente lideró la liga por conectar 50 jonrones.
En 2001, conectó 64 cuadrangulares, convirtiéndose en el primer jugador en batear 60 jonrones en tres temporadas de su carrera. Sin embargo, no lideró la liga en ningunas de las temporadas, en 2001, terminó detrás de Barry Bonds, quien conectó 73 jonrones, rompiendo el récord de la temporada regular establecido por McGwire en 1998 (70). En esa misma temporada estableció récords personales en carreras anotadas (146), carreras impulsadas (160), bases por bolas (116), porcentaje de embase (.437), slugging (.737) y promedio de bateo (.328). Lideró las mayores en carreras anotadas y remolcadas, fue segundo en jonrones, segundo en porcentaje de slugging, primero en total de bases, tercero en bases por bolas, 4° en porcentaje de embase, 12° en promedio de bateo, y 15° en hits. También superó sus números de 1998 en total de bases, acumulando 425. Sosa una vez más lideró la liga en jonrones con 49 en 2002. Conocido por ser un free-swinger (bateador por instinto) en sus primeros años, y como candidato a poncharse, Sammy se convirtió en un bateador eficaz para el promedio. Es dueño de numerosos récords del equipo de los Cachorros, y tiene el récord en Grandes Ligas de más jonrones conectados en un mes (20, en junio de 1998). En reconocimiento a sus logros como bateador, Sosa ganó el Silver Slugger Award (el premio a la producción ofensiva, votado por los mánager y coaches) en 1995 y en 1998 hasta el 2002.

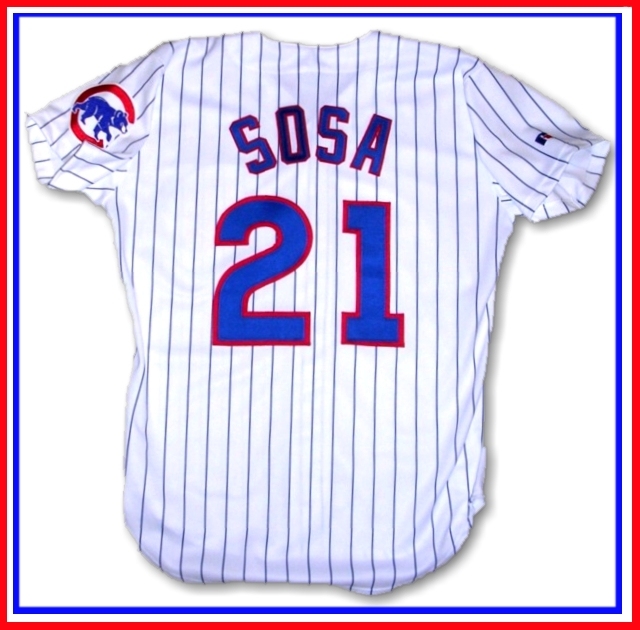
Sosa llevaba el icónico #21 con los Cachorros en honor a su ídolo de infancia Roberto Clemente

En 2003, los Cachorros ganaron el título de la División Central de la Liga Nacional. En el año no todo fueron buenas noticias para Sosa. En mayo, pasó su primer período en la lista de lesionados desde 1996, después de habérsele quitado una uña del pie. El 3 de junio de 2003, Sosa fue expulsado de los Cachorros de Chicago en un juego contra Tampa Bay Devil Rays en el primer inning, cuando los árbitros descubrieron que había estado usando un bate con corcho. Las Grandes Ligas de Béisbol probó y confiscó otros 76 bates de Sosa después de su expulsión, todos resultaron estar limpios, sin corcho. Cinco bates que Sosa había enviado al Salón de la Fama en los últimos años también fueron probados y todos estaban limpios. Sosa dijo que había usado accidentalmente el bate con corcho, que, según él, sólo se utilizaba durante la práctica de bateo. Pero entrevistaron al mánager de los Cachorros, quien dijo que el uso de bates de corcho en su equipo está estrictamente prohibido. El 6 de junio, Sosa fue suspendido por ocho partidos. Sin embargo, la suspensión se redujo a siete partidos después de la apelación el 11 de junio. Sosa terminó la temporada con 40 jonrones y bateó dos más en la Serie de Campeonato de la Liga Nacional de 2003 contra los Marlins de Florida, pero en general, los Cachorros perdieron la serie en siete juegos. Según el New York Times del 16 de junio de 2009, Sosa había dado positivo por esteroides en algún momento durante la temporada.
En mayo de 2004, Sosa sufrió una lesión extraña mientras estaba sentado junto a su casillero mientras hablaba con los reporteros antes de un partido en el PETCO Park de San Diego. Estornudó violentamente, causándole un severo dolor de espalda. Fue diagnosticado con espasmos en la espalda y fue colocado en la lista de lesionados. Más tarde, cayó en una de las peores rachas de su carrera, sólo se la pasaba en cuidados médicos durante la última semana de la temporada. Se deprimió en gran medida cuando los funcionarios le dijeron que no podía jugar. Terminó con 35 jonrones, muy por debajo de sus números de sus mejores años. Sosa pidió quedarse fuera el último partido de la temporada, el cual fue en casa de los Cachorros ante los Bravos de Atlanta, y dejó el Wrigley Field temprano en el juego. Fue su última vez que jugó para los Cachorros.

### Baltimore Orioles y año sabático

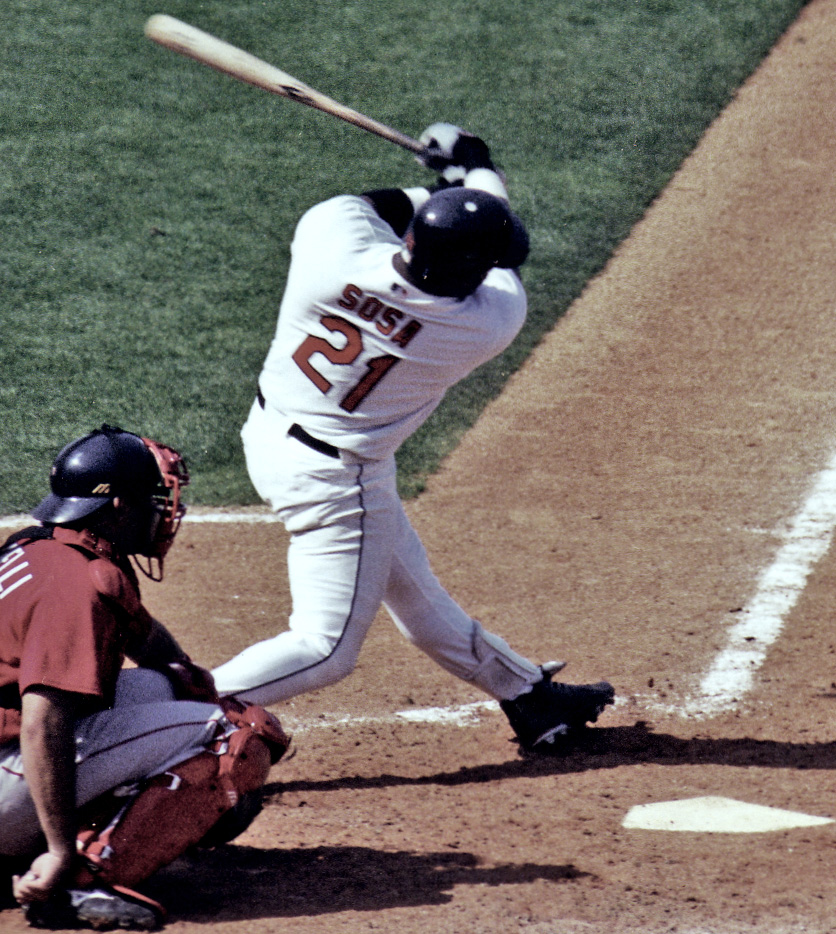
Sosa con los Orioles de Baltimore en 2005.

El 28 de enero de 2005, los Cachorros comerciaron a Sosa con los Orioles de Baltimore a cambio de Jerry Hairston Jr., Mike Fontenot y Dave Crouthers. Para facilitar el acuerdo, Sosa y su agente accedieron a renunciar a la cláusula que garantizaba su sueldo de 2006, y el sindicato de jugadores indicó que no se opondría a ese acuerdo. Bajo el acuerdo, Sosa ganó 17,875,000 dólares para la temporada 2005, con los Cachorros pagándole 7,000,000 dólares de su salario. Jugando para los Orioles en 2005 junto al bateador cubano Rafael Palmeiro, Sosa y Palmeiro se convirtieron en los primeros miembros del club de los 500 jonrones en la historia en jugar juntos en el mismo equipo después de llegar a los 500 jonrones (Hank Aaron llegó a 500 jonrones poco después de su compañero de equipo Eddie Matthews (512 jonrones).
Sosa terminó la temporada 2005 bateando.221 con 14 jonrones, su peor desempeño desde 1992, y continuando su tendencia post-2001 de su disminución en el promedio de bateo, jonrones, totale de bases, y carreras impulsadas. El 7 de diciembre de 2005, los Orioles decidieron no ofrecerle un contrato de arbitraje, que puso fin a su militancia en los Baltimore Orioles y haciendo de él un agente libre.
En 2005, The Sporting News publicó una actualización de su libro de 1999 "Baseball's 100 Greatest Players". Sosa no figuró en la edición original, pero para la actualización de 2005, con su carrera en los últimos años considerablemente en ascenso, se le clasificó en el número 95. Durante un tramo de nueve años consecutivos, Sosa bateó 35 o más jonrones y 100 o más carreras impulsadas, todas ellas con los Cachorros de Chicago.
A finales de enero de 2006, los Nacionales de Washington le hicieron a Sosa dos ofertas diferentes de ligas menores, las cuales rechazó. El 15 de febrero de 2006, el agente de Sosa, Adam Katz dijo: "No vamos a ponerlo en la lista de jubilados. Decidimos que [no ponerlo en la lista] era la mejor opción, pero puedo decir, con razonable certeza, que hemos visto a Sammy en un uniforme de béisbol por última vez."
Durante este año, Sosa acompañó al presidente de la República Dominicana Leonel Fernández en varios viajes diplomáticos, como a los Estados Unidos, Japón y Taiwán, entre otros.

### 2007-2009: de vuelta a los Rangers y retiro
Los Rangers de Texas, el equipo original de Sosa, lo firmaron con un contrato de liga menor por valor de 500.000 dólares el 30 de enero de 2007. Este fue el mismo contrato que Sosa rechazó el año anterior de los Nacionales. El contrato incluía una invitación a los spring training, donde Sosa compitió por un puesto en la alineación con Nelson Cruz, Jason Botts y otros novatos prospectos. Sosa tuvo éxito durante la pretemporada y se añadió a la nómina del equipo de 25 jugadores. Comenzó la temporada 2007 como el bateador designado y jardinero derecho ocasional de los Rangers.
Al mismo tiempo, los Cachorros de Chicago le otorgaron el #21 de Sosa a su nuevo lanzador Jason Marquis, a pesar de que fue usado antes por Sosa, quien casualmente después conectó su jonrón 600 contra Marquis. Esto causó cierta preocupación, debido a los logros de Sosa con los Cachorros, incluyendo su condición de líder en jonrones todos los tiempos en ese equipo.
El 26 de abril de 2007, Sosa hizo historia al batear un jonrón en el estadio número 45 durante su carrera de Grandes Ligas. También bateó un jonrón en el Champion Stadium, en Orlando, Florida, un estadio de ligas menores que es usualmente utilizado para los Spring Training y donde se organizó una serie de temporada regular entre los Rangers  y Tampa Bay en mayo de 2007.
El 20 de junio de 2007, Sosa conectó un jonrón contra Jason Marquis durante un juego de interliga contra los Cachorros de Chicago. Sammy se convirtió en el quinto beisbolista en la historia, después de Babe Ruth, Willie Mays, Hank Aaron y Barry Bonds en llegar a los 600 jonrones en la temporada regular.
El jonrón 600 fue el primero que Sosa dio en contra de los Cachorros, llegando así a pegar un jonrón contra todos los equipos activos de Grandes Ligas. Sosa es el líder de todos los tiempos en jonrones dentro del club de los Cachorros, tras haber conectado 545 con ese equipo.
El 28 de mayo de 2008, Sosa anunció que dio instrucciones a su agente de no ofrecer sus (de Sosa) servicios a cualquier equipo de Grandes Ligas para la temporada de 2008, y planeó el retiro, pero nunca lo hizo.
El 25 de diciembre de 2008, Sosa anunció su intención de no retirarse y jugar en el Clásico Mundial de Béisbol y probar suerte una vez más en el mercado de agentes libres con la esperanza de firmar por un equipo de béisbol de Grandes Ligas. Sosa dijo que se había estado manteniendo en forma en su casa, y esperaba que después de un fuerte Clásico Mundial de Béisbol probaría a los equipos de las Grandes Ligas que todavía era capaz de jugar en las mayores. Sin embargo, no fue seleccionado como parte del roster de la República Dominicana.
El 3 de junio de 2009, Sosa anunció una vez más su intención de retirarse de la Liga Mayor de Béisbol. Hizo el anuncio en la República  Dominicana y dijo que estaba tranquilamente mirando adelante a su posible inducción al Salón de la Fama del Béisbol ya que sus estadísticas estaban a la altura.

## Prueba de dopaje
El 16 de junio de 2009, el New York Times informó que Sosa estaba en una lista de jugadores que dieron positivo por drogas para mejorar el rendimiento en 2003. El documento no identificó la droga. El agente de Sosa, Adam Katz, dijo a The Associated Press que no tenía comentarios sobre el informe. Rich Levin, portavoz  del comisionado Bud Selig se negó a comentar sobre la situación, alegando que la MLB no tiene una copia de los resultados de la prueba. Michael Weiner, abogado general del sindicato, también declinó hacer comentarios. El sindicato, mientras luchaba para obtener la lista de nuevo por parte del gobierno, se ha negado a discutir sobre las informaciones de la lista porque no quiere confirmar ni negar su contenido.
Previamente, Sosa se sentó junto a Rafael Palmeiro, José Canseco y Mark McGwire en una audiencia ante el Congreso en 2005. Su abogado testificó en su nombre, declarando "Para ser claros, nunca he tomado drogas ilegales para mejorar el rendimiento. Nunca me he inyectado o ha habido alguien que haya inyectado con nada. No he violado las leyes de los Estados Unidos o las leyes de la República  Dominicana. He sido probado en fecha reciente (2004), y estoy limpio.
En una reciente entrevista con ESPN Deportes, Sosa dijo "esperar tranquilamente" su inducción en el Salón de la Fama del Béisbol, para lo cual será elegible en 2013. Su comentario enfureció a muchas personas una y otra vez trajo a colación el argumento de los jugadores que han dado positivo en la prueba de drogas ser aceptados en el Salón de la Fama.

## Vida personal
Sosa está casado desde 1993 con Sonia Rodríguez, con quien tiene 6 hijos: Keysha, Kenia, Sammy Jr., Michael, Kalexy y Rolando. La pareja se casó por la iglesia el 18 de diciembre de 2005 en la ciudad dominicana de Altos de Chavón, La Romana.
Sammy Sosa, hombre de raza negra,  fue el centro de atención a finales de 2009 cuando apareció en público con la piel notoriamente más clara. Afirmó que la causa de esto fue una crema para la piel que había estado usando.